# Musée archéologique de Mycènes

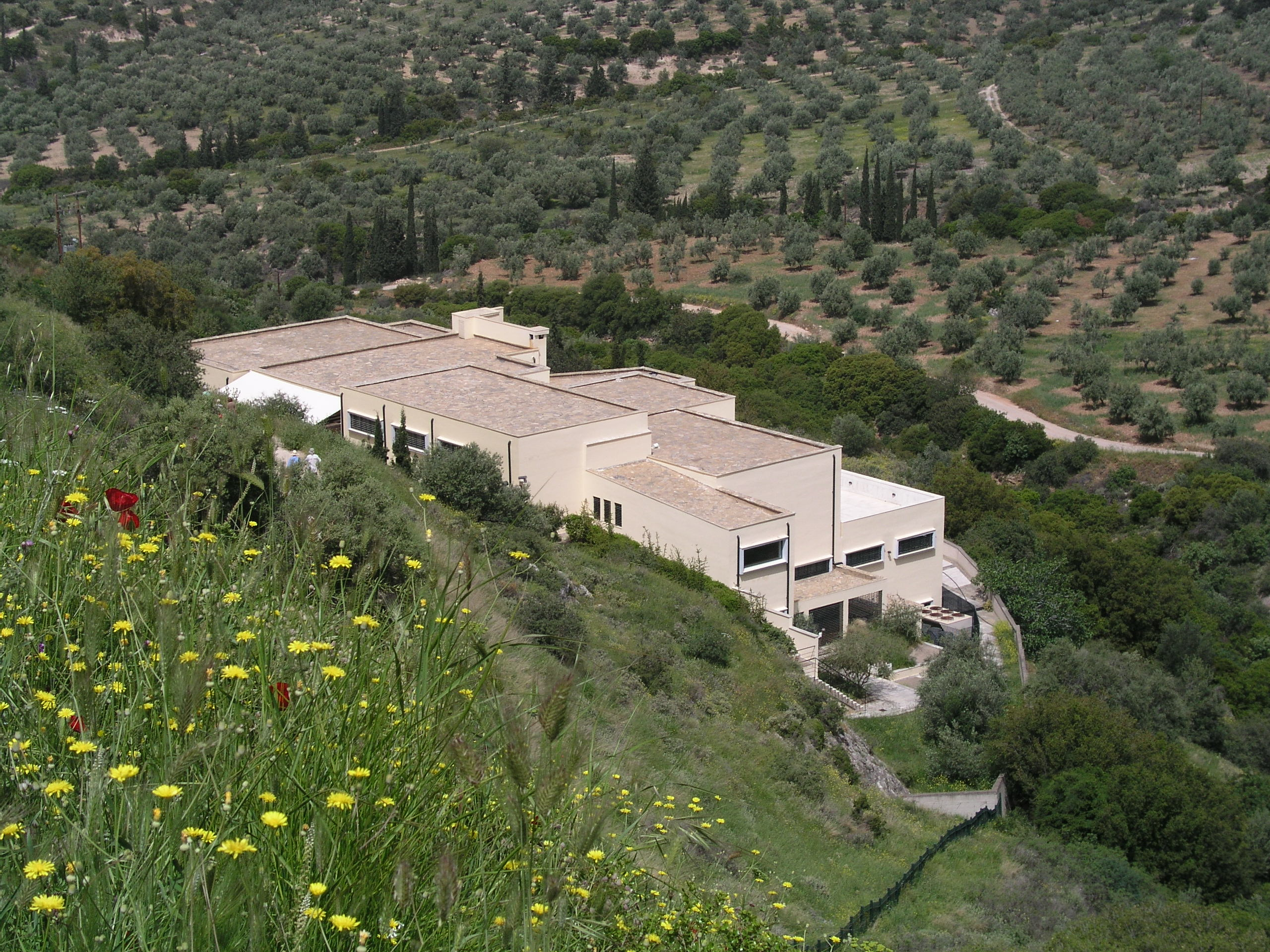
Le musée, au pied de la citadelle de Mycènes.

Le Musée archéologique de Mycènes (en grec moderne : Αρχαιολογικό Μουσείο Μυκηνών) est un musée archéologique situé au pied de l'antique citadelle de Mycènes, en Argolide, dans le Péloponnèse, en Grèce.
Il présente des objets de l'âge du bronze au IIe siècle av. J.-C. découverts sur le site archéologique de Mycènes et environs. Il sert aussi de dépôt de fouilles lors des campagnes archéologiques,.

## Historique

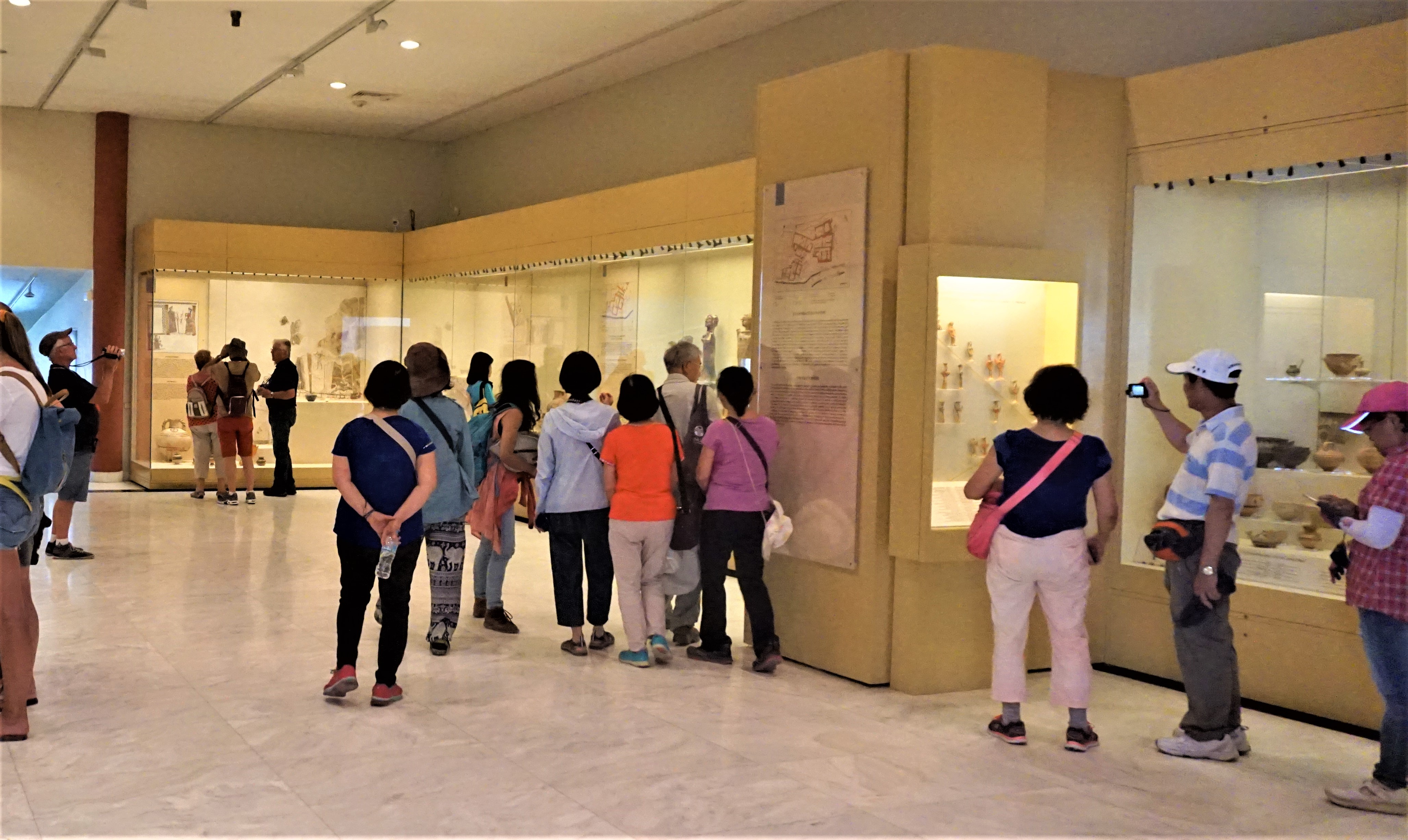
Salle d'expositions.

Les travaux du musée ont commencé en 1985. Construit en plusieurs étapes, il a finalement été inauguré en 2003. À cette occasion, une partie des objets mycéniens du Musée national archéologique d'Athènes et du Musée archéologique de Nauplie y ont été transférés,.
Le bâtiment du musée est situé à proximité immédiate de la citadelle de Mycènes, au nord-est du village moderne de Mikíné. Le musée, établi sur une pente, est disposé sur trois niveaux. Sa superficie totale est d'environ 2 000 mètres carrés, dont environ un quart est dévolu aux espaces d'exposition, installés dans l'aile est du musée, sur deux niveaux, formant au total trois salles d'exposition. En outre, le bâtiment du musée dispose d'installations de stockage pour les diverses découvertes archéologiques en cours,.

## Collections
Les collections du musée comprennent environ 2 500 objets, depuis le début de l'âge du bronze, vers -3000, jusqu'à la période hellénistique, dans les années -100. Les objets exposés comprennent, mais sans s'y limiter, les artéfacts découverts dans les tombes, comme la céramique, les bijoux, les armes et divers ustensiles, ainsi que les peintures murales du palais mycénien, des idoles ou images de dieux et des tablettes d'argile en écriture linéaire B. Une copie du prétendu masque d'Agamemnon est également exposée au musée ; l'original se trouve au Musée national d'archéologie d'Athènes,.
Les collections sont divisées en trois salles. La première salle présente la vie mycénienne à l'aide de découvertes de poterie, entre autres. La deuxième salle présente notamment les méthodes d'inhumation et les tombes des cercles A et B de Mycènes. La troisième salle présente l'administration mycénienne, le commerce, la religion, l'art et la technologie. Le musée présente également l'histoire des fouilles archéologiques dans la région,.

Collections du musée de Mycènes
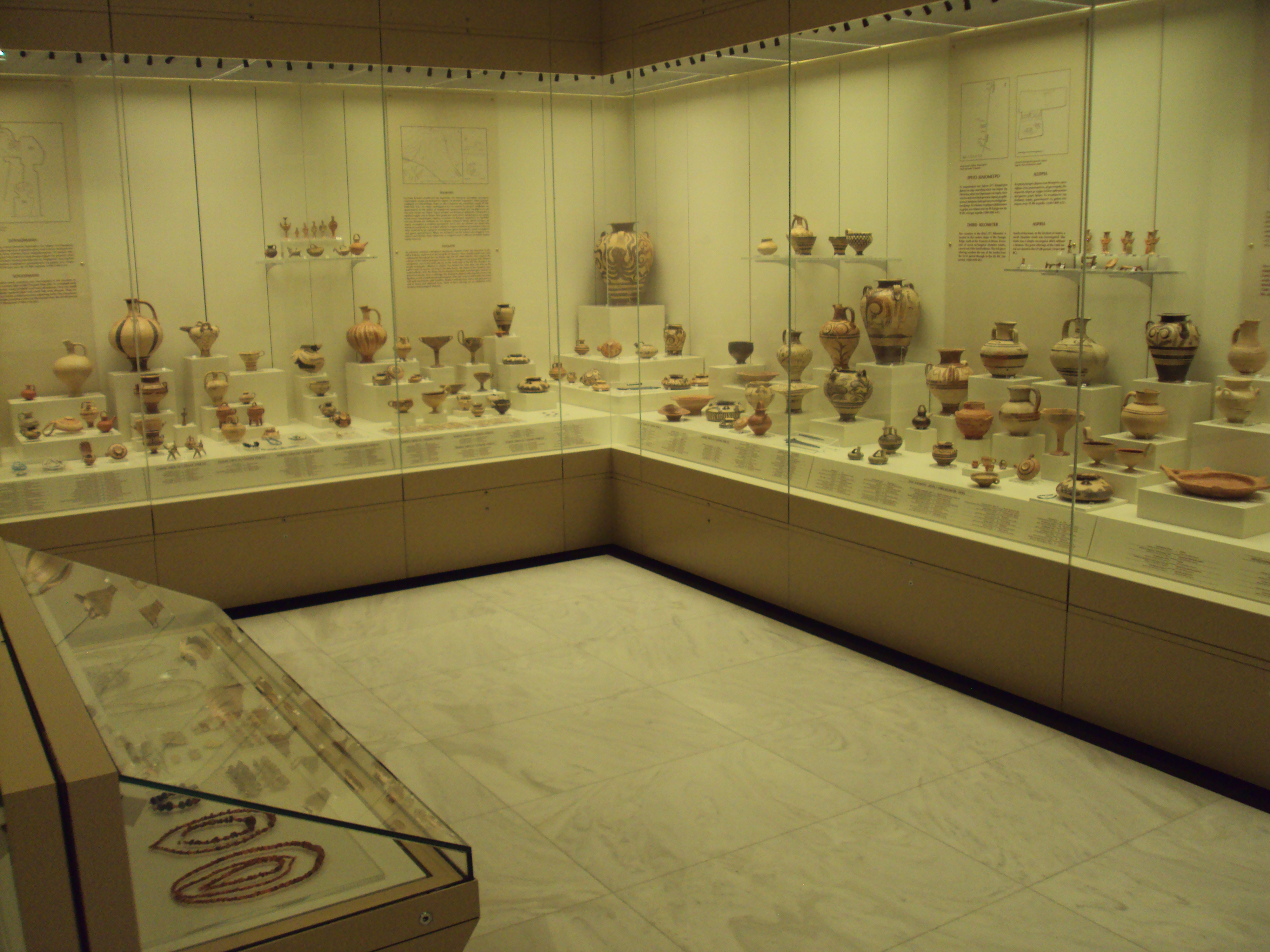
Exposition de céramique
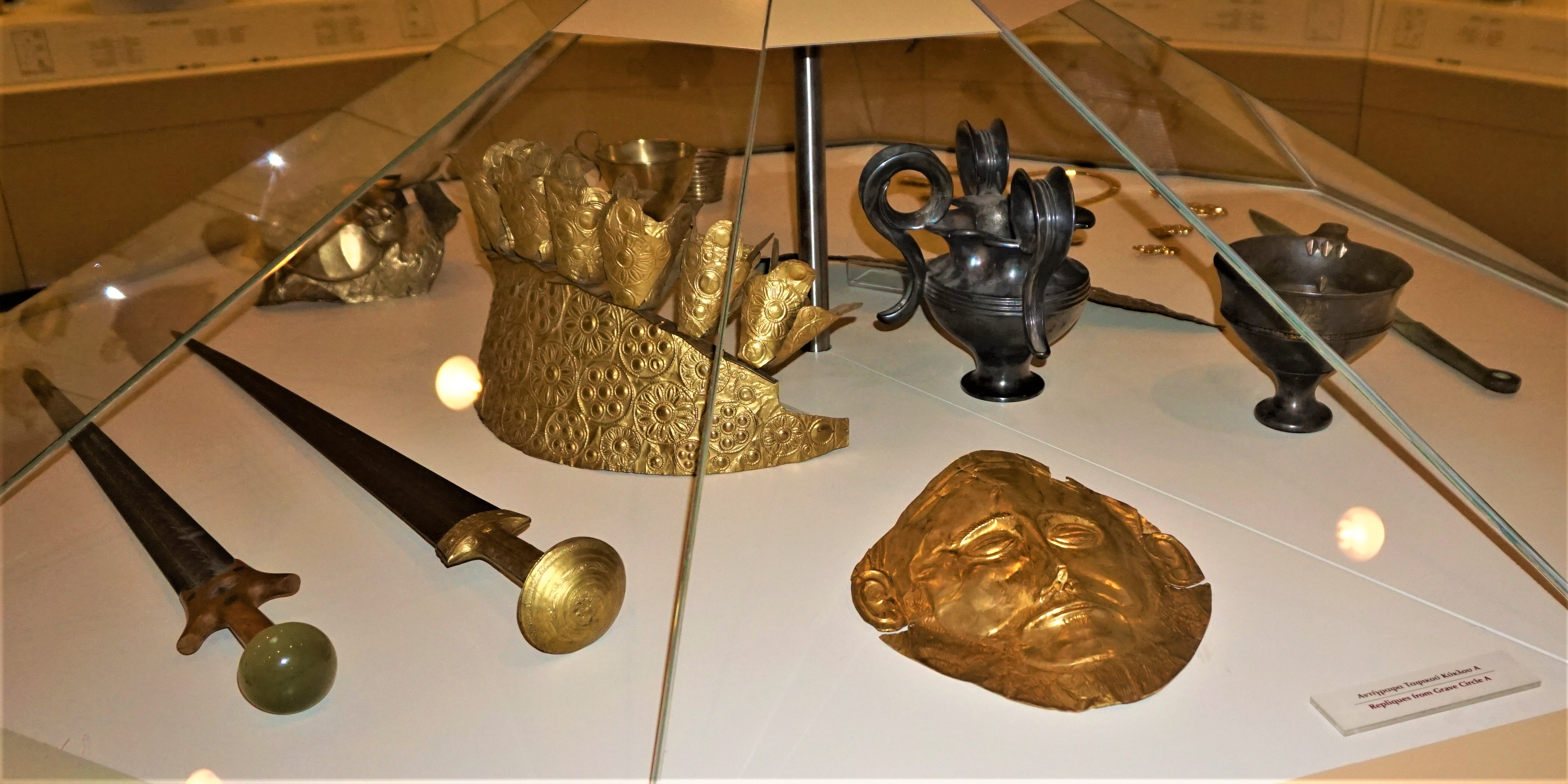
Copies d'objets des tombes du cercle A
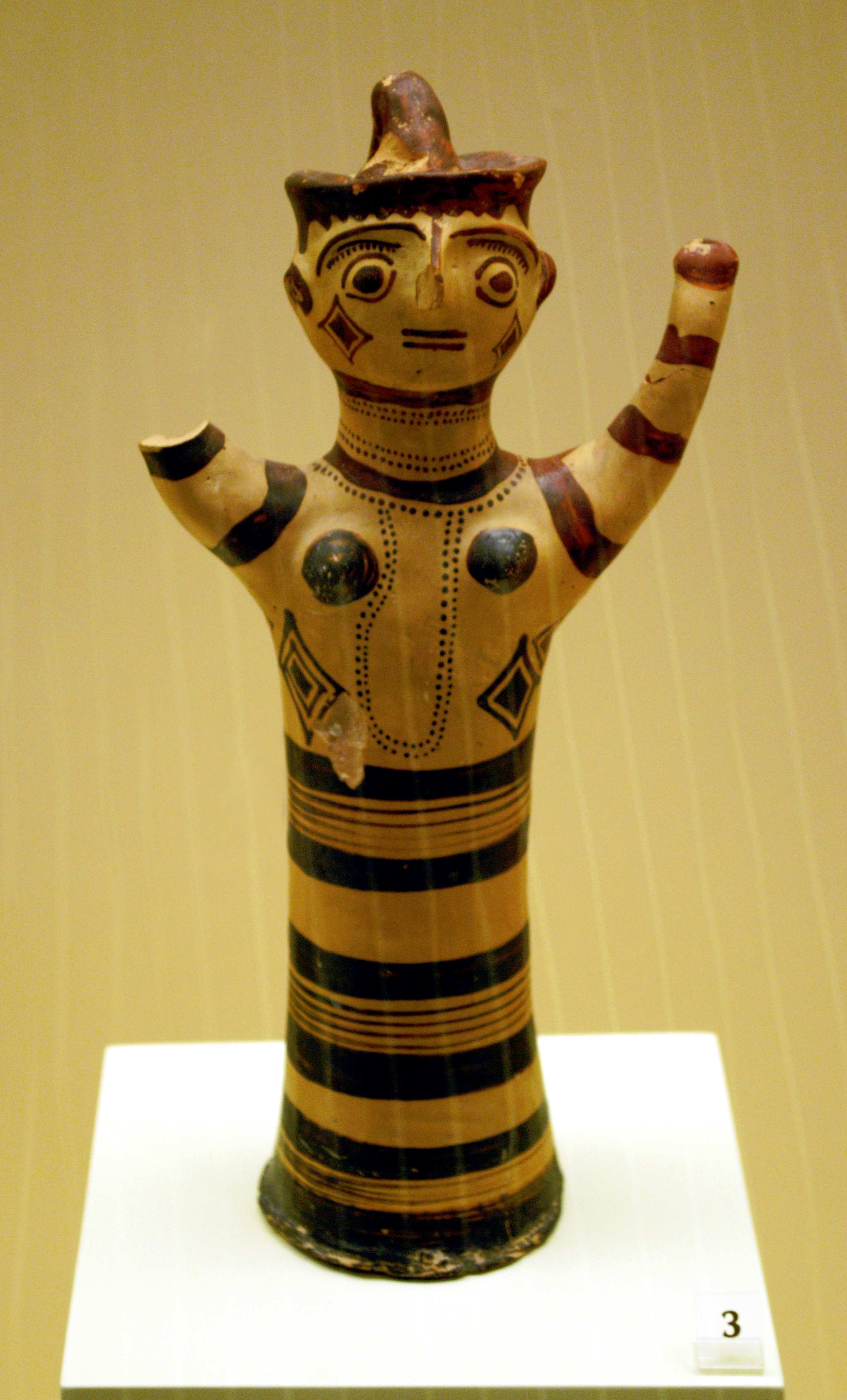
Idoles mycéniennes
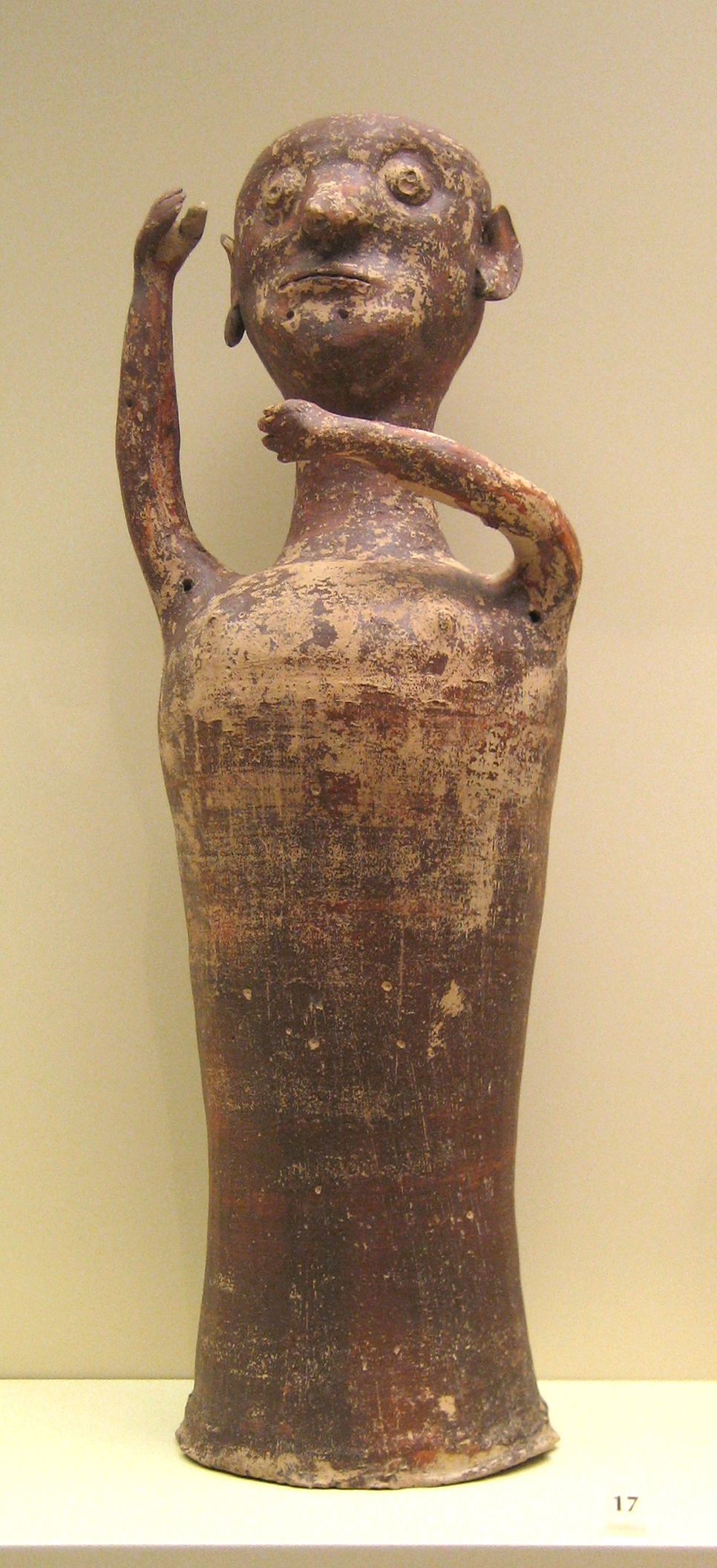
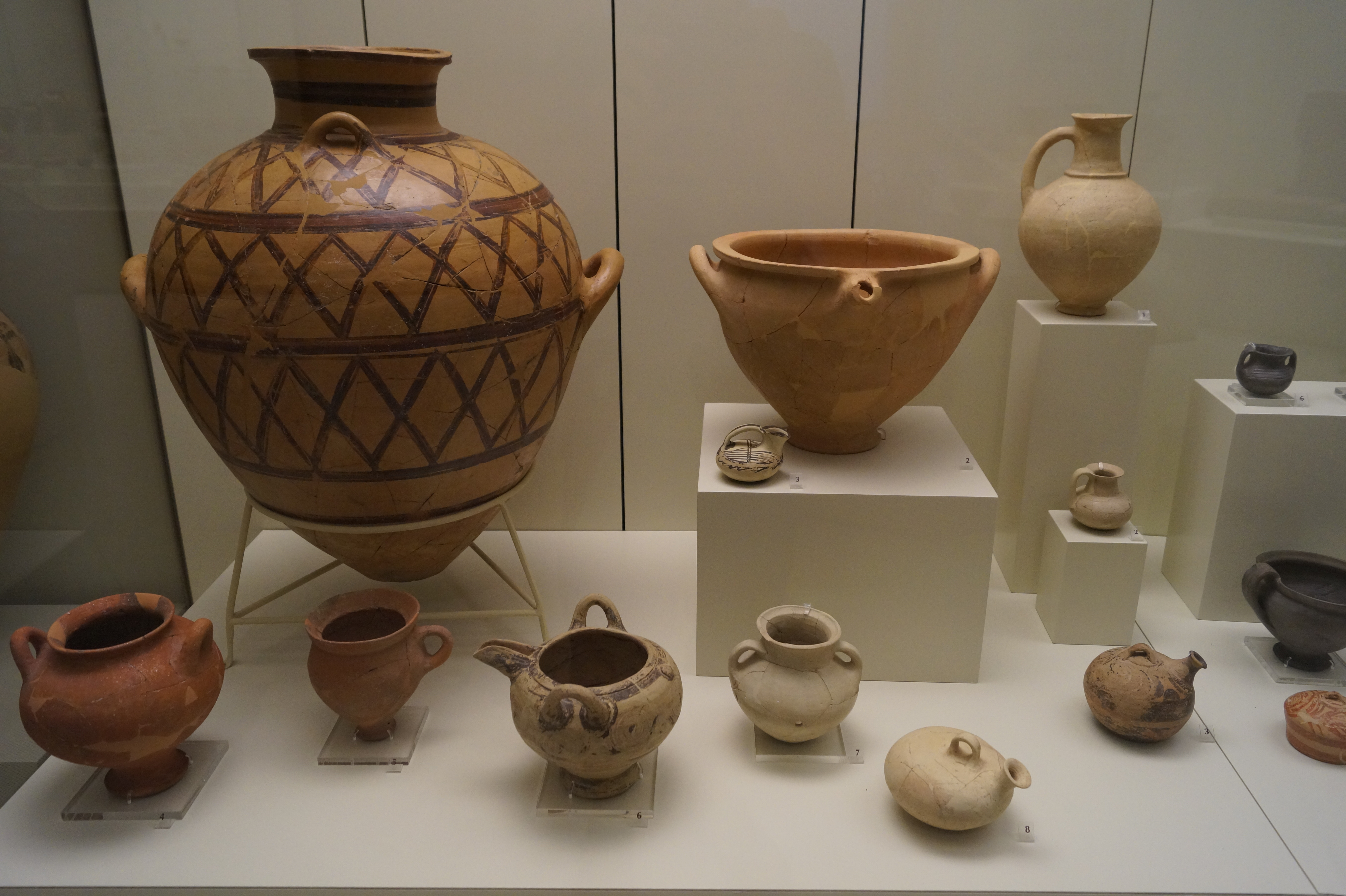
Poteries des tombes O et M du cercle B
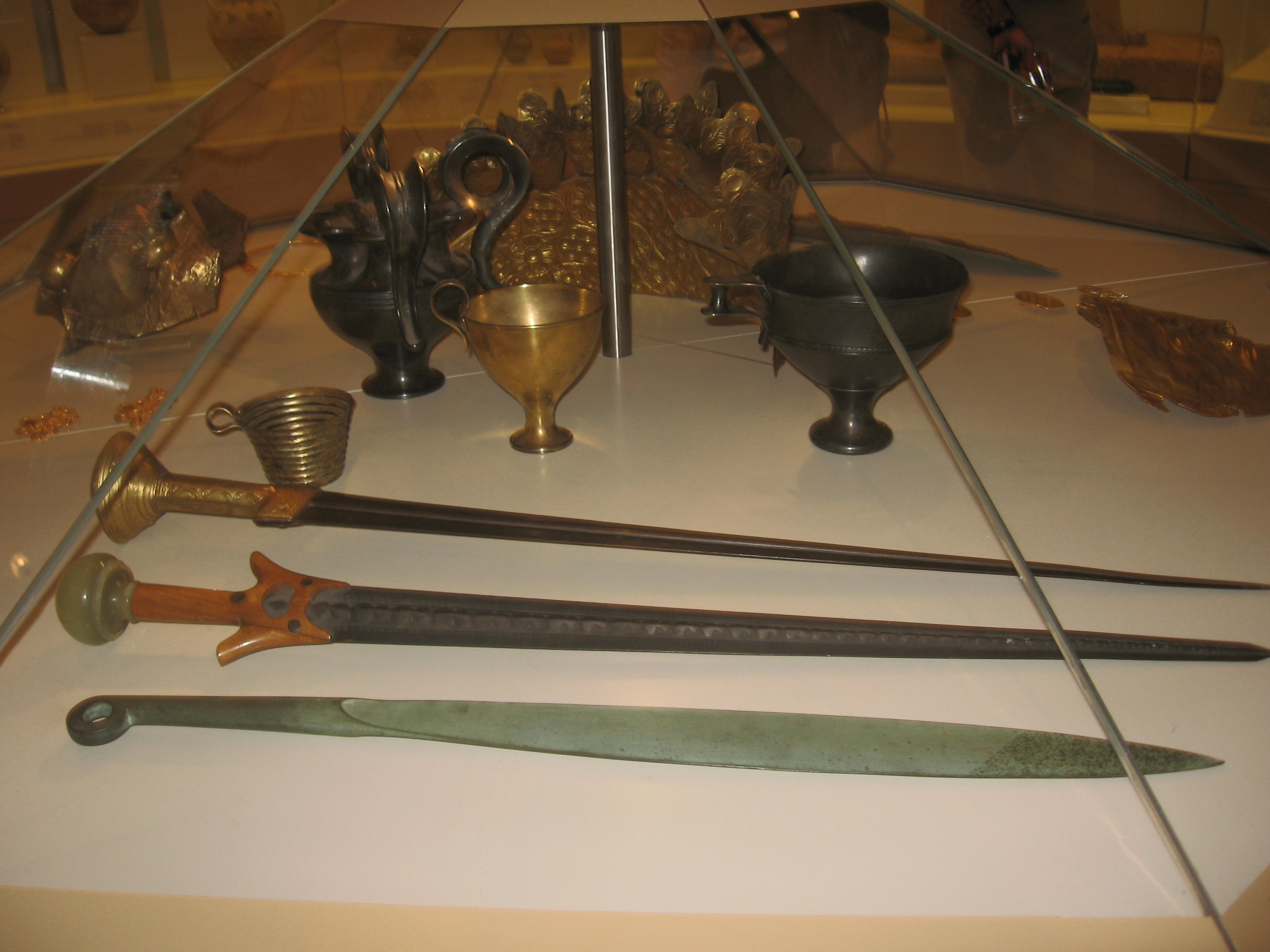
Copies d'armes et de coupes
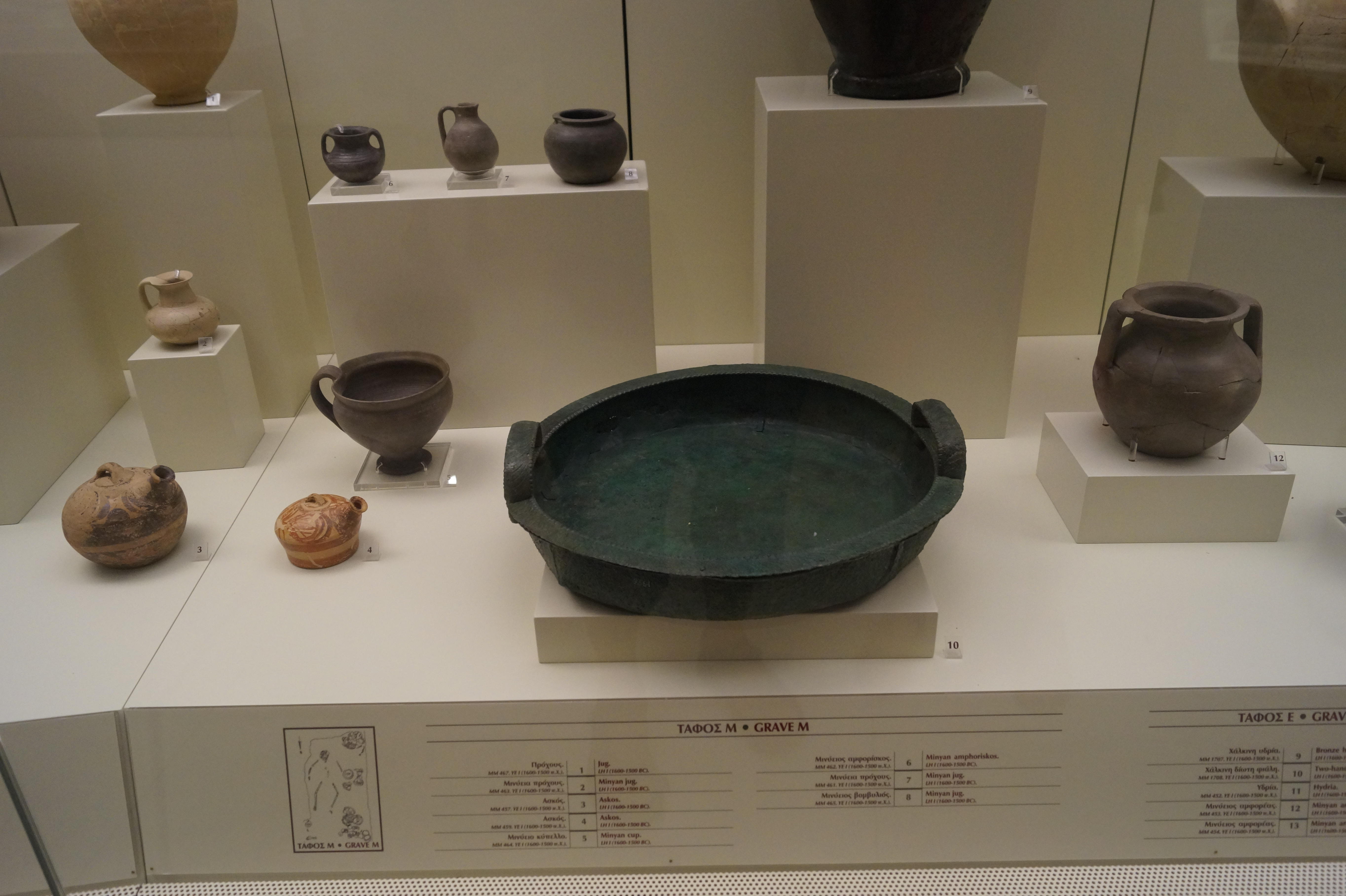
Objets des tombes M et E du cercle B
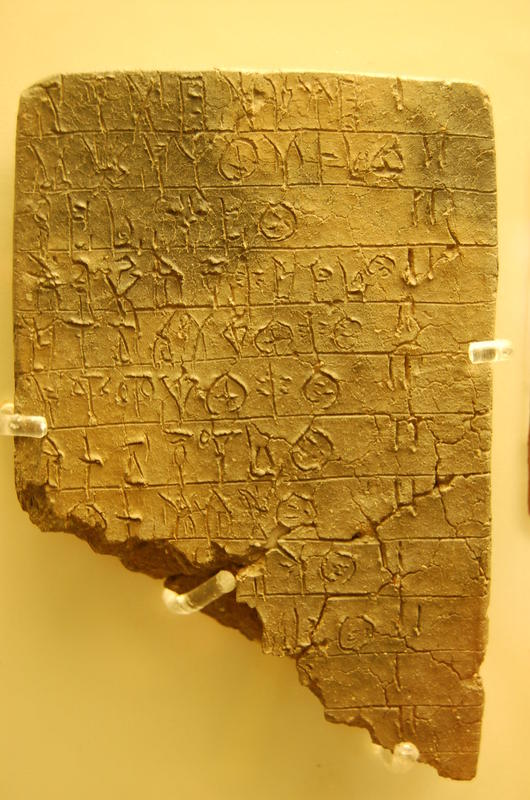
Tablette en linéaire B
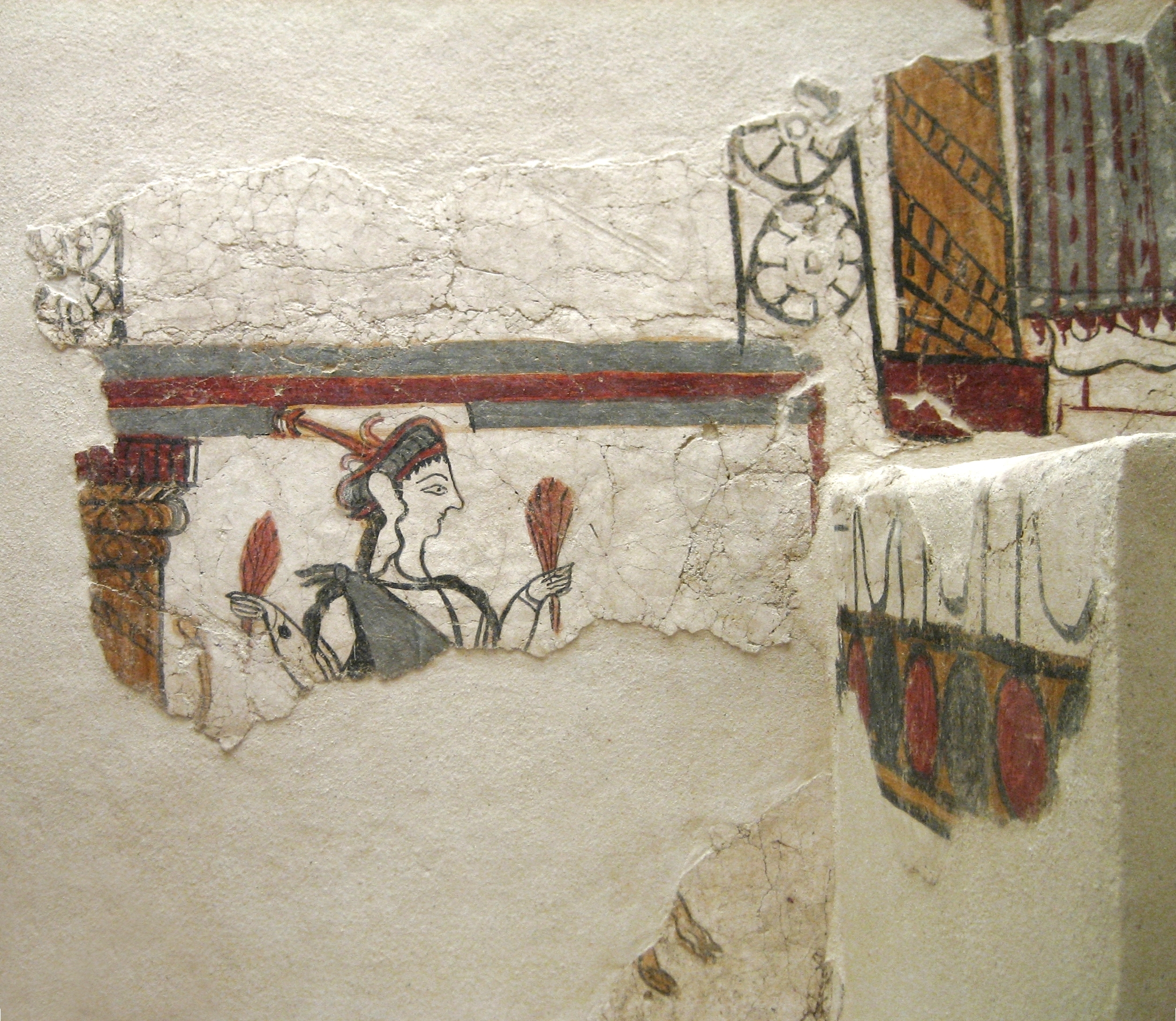
Fresques du palais mycénien
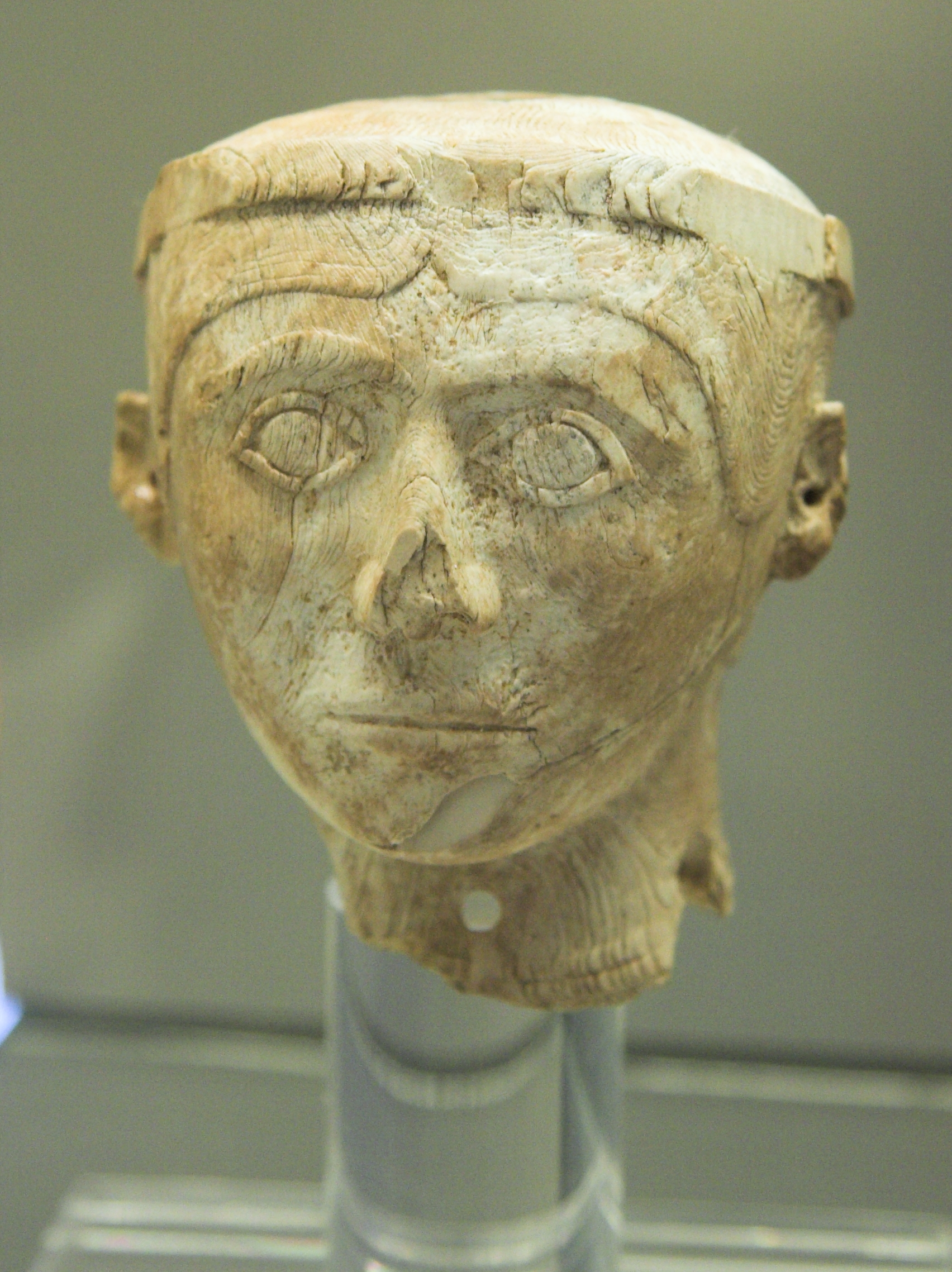
Petite tête en ivoire, LH III B, -1250/-1180.

## Sources
1. 1 2  Αρχαιολογικό Μουσείο Μυκηνών: Ιστορικό, Υπουργείο Πολιτισμού και Αθλητισμού
2. 1 2 3  Αρχαιολογικό Μουσείο Μυκηνών: Περιγραφή, Υπουργείο Πολιτισμού και Αθλητισμού
3. 1 2 3  Mycenae: Archaeological Museum, Greeka.com
4. 1 2  Αρχαιολογικό Μουσείο Μυκηνών: Εκθέσεις, Υπουργείο Πολιτισμού και Αθλητισμού